# The Chosen Family
The Chosen Family va ser una tira còmica canadenca, escrita i dibuixada per Noreen Stevens de 1987 a 2004.
La tira va evolucionar a partir d'un projecte anterior, Local Access Only, publicat al diari de la Universitat de Manitoba, The Manitoban. The Chosen Family va utilitzar la sàtira social i política per il·luminar l'experiència queer de finals del segle XX a través de la lent de Stevens com a feminista lesbiana. Comptava amb quatre personatges principals: les lesbianes Kenneth-Marie i Weed, la relació de les quals no estava definida, i els amics i veïns de la parella, Puddin' Head i The Straight Chick Upstairs. Més tard, la tira també va incloure els dos fills acollits/adoptats de Kenneth-Marie i Weed, una filla anomenada Rosebud i un fill sense nom.
La tira va aparèixer en moltes publicacions de LGBT de tota l'Amèrica del Nord, incloent Xtra!, Xtra West, Swerve, Percepcions, off our backs, Chicago Outlines, Herizons, Ms. i el Washington Blade. També va aparèixer en revistes de temàtica més general com Geist.
Stevens va finalitzar la tira el 2004 després de produir gairebé 400 lliuraments de semi-serialització quinzenals.